# Peräoja
De Peräoja is een beek in de Zweedse gemeente Övertorneå. Het riviertje van ongeveer 3 kilometer ontstaat in een moeras ten noordwesten van Hedenäset, stroomt naar het zuidoosten en buigt ten zuiden van het dorp naar de Torne toe.